# 갈산고등학교
갈산고등학교(葛山高等學校)는 대한민국 충청남도 홍성군 갈산면 상촌리에 있는 공립 고등학교이다.

## 학교 연혁
- 1975년 11월 14일 : 갈산고등학교 설립인가(6학급)
- 1976년 3월 10일 : 개교
- 1994년 8월 29일 : 9학급 인가(학년 당 3학급)
- 2023년 9월 1일 : 제20대 최재능 교장 취임
- 2025년 1월 10일 : 제47회 졸업식(60명, 졸업생 누계: 5,595명)
- 2025년 3월 1일 : 제21대 유혜정 교장 취임
- 2025년 3월 4일 : 2025학년도 입학식[3학급 63명]

## 참고 자료
- 갈산고등학교 - 한국교육학술정보원 학교알리미